# Baz Mohammad Ahmadi
Baz Mohammad Ahmadi ist der derzeitige Gouverneur der Provinz Ghor in Afghanistan. Ahmadi war ein Kommandeur der Dschamiat-e Eslami von Ahmad Schah Massoud in den 1990er Jahren. Nach der US-Invasion im Jahr 2001 wurde Ahmadi ein hochrangiger Funktionär im afghanischen Verteidigungsministerium. Er löste Ismail Khan als Militärkommandeur in der Provinz Herat ab.
Ahmadi wird von Human Rights Watch vorgeworfen, in den Auseinandersetzungen der 1990er Jahre Menschenrechtsverletzungen begangen zu haben.
| Personendaten    | Personendaten                                          |
| ---------------- | ------------------------------------------------------ |
| NAME             | Ahmadi, Baz Mohammad                                   |
| KURZBESCHREIBUNG | afghanischer Politiker und Gouverneur der Provinz Ghor |
| GEBURTSDATUM     | 20. Jahrhundert                                        |